# Bracon rozneri
Bracon rozneri är en stekelart som beskrevs av Papp 1998. Bracon rozneri ingår i släktet Bracon och familjen bracksteklar. Inga underarter finns listade.